# Печенга (станция)
Печенга — закрытая железнодорожная станция Мурманского региона Октябрьской железной дороги, находящаяся в посёлке Печенга городского поселения Печенга Печенгского района Мурманской области.
Станция Печенга на 3 минуты севернее, чем Талнах, на 10 минут севернее Луостари, на 15 минут севернее Норильска. На север от Печенги раньше шла дорога до порта Лиинахамари в Печенгской губе Баренцева моря. 
Станция перестала функционировать в 1993 году, и была окончательно закрыта в 1998 году. https://zen.yandex.ru/media/cartravel/umiraiuscii-rekordsmen-nashel-ostanki-togo-chto-kogdato-bylo-samym-severnym-v-mire-passajirskim-jeleznodorojnym-vokzalom-pechenga-615843be5aefa64eafd4c2e4